# In The Hollies Style
In The Hollies Style è un album in studio del gruppo musicale britannico The Hollies, pubblicato nel 1964.

## Tracce
Tutte le tracce sono di Allan Clarke, Tony Hicks e Graham Nash (accreditati come "L. Ransford"), eccetto dove indicato.

Side 1
1. Nitty Gritty/Something's Got a Hold on Me – 4:13 (Lincoln Chase/Etta James, Leroy Kirkland, Pearl Woods)
2. Don't You Know – 1:57
3. To You My Love – 2:08
4. It's in Her Kiss – 2:15 (Rudy Clark)
5. Time for Love – 2:31
6. What Kind of Boy – 2:39 (Big Dee Irwin)

Side 2
1. Too Much Monkey Business – 2:28 (Chuck Berry)
2. I Thought of You Last Night – 2:18 (Ralph Freed)
3. Please Don't Feel Too Bad – 2:27
4. Come On Home – 1:53
5. You'll Be Mine – 2:02
6. Set Me Free – 2:28

## Formazione
- Allan Clarke – voce
- Tony Hicks – chitarra, voce
- Graham Nash – chitarra, voce
- Bobby Elliott – batteria, percussioni
- Eric Haydock – basso